# Bayerische Formel
Die bayerische Formel ist eine Formel zur Umrechnung von Schulnoten.
Die Formel lautet:
{\displaystyle N=1+3\cdot {\frac {P_{\mathrm {max} }-P}{P_{\mathrm {max} }-P_{\mathrm {min} }}}}
mit
{\displaystyle N} 	= 	gesuchte Note (Durchschnittsnote)
{\displaystyle P} 	= 	im Zeugnis ausgewiesene Gesamtpunktzahl/Note
{\displaystyle P_{\mathrm {max} }} 	= 	oberer Eckwert (Bestmögliche Punktezahl/Note)
{\displaystyle P_{\mathrm {min} }} 	= 	unterer Eckwert
{\displaystyle N=1{,}0} für {\displaystyle P>P_{\mathrm {max} }}.
Der Gültigkeitsbereich ist auf genügende Noten eingeschränkt.

## Verwendung
Die Formel wird in Deutschland für Hochschulzugangszeugnisse (Matura, General Certificate of Education etc.) und durch viele Hochschulen für internationale Leistungsanerkennungen verwendet.

## Kritik
Da sich grundsätzlich jede Schulnote dem Vorwurf der Subjektivität stellen muss, gilt dies für eine Umrechnung im Besonderen.
Der untere Eckwert ist zumeist unbestritten, der obere hingegen ist oft umstritten. Schöpft ein Schulsystem den Bereich nicht aus (Maximalnote wird nicht vergeben, z. B. in Frankreich 20 von 20 Punkten), kann eine Eins nicht erreicht werden. Zugleich gibt es wiederum Schulsysteme, die Noten bzw. Punktezahlen vergeben, die über dem offiziellen oberen Eckwert liegen (in Deutschland eine 1+).
Der eingeschränkte Gültigkeitsbereich wird zum Problem, wenn einzelne ungenügende Noten vorliegen und auf dem Zeugnis kein Durchschnitt ausgewiesen ist. Das Problem lässt sich dadurch lösen, indem der Durchschnitt noch im ursprünglichen Notensystem berechnet wird. Auch so kommt es zu statistischen Verzerrungen, jedoch nur zu jenen, die der Bewerber auch in seinem eigenen Land erdulden müsste.